# ابن خردادبه
ابوالقاسم عُبیدالله پسر عبدالله پسر خُرْدادْبِهْ (خرداذبه)*
(۲۱۱ق=۸۲۶م/حدود ۳۰۰ق=۹۱۲م) جغرافی‌دان، تاریخ‌نویس و موسیقی‌دان ایرانی سده ۳ق و نویسنده کتاب المسالک و الممالک است. او یکی از شاگردان نامدار اسحاق موصلی است.
ابن خردادبه فرزند عبدالله بن خردادبه بود که بر استان طبرستان ایران در زمان خلافت مأمون فرمان‌داری می‌کرد و منطقه همجوار دیلم را فتح نمود و نیز اسپهبد باوندی شهریار یکم را از ارتفاعات طبرستان بیرون ساخت. خردادبه، نیای عبیدالله، از بزرگان زرتشتی بود، که به دست برمکیان اسلام آورد. پدرش فرمان‌دار طبرستان بود. او خود از کارگزاران دستگاه عباسی و مأمور دیوان برید پهله یا «بلادالبهلویین» بود. به نوشته ابن ندیم، ابن خردادبه، زرتشتی بود که به دست برمکیان اسلام آورد و اداره نامه‌رسانی در نواحی جبل با او بود.

## زندگی
عبیدالله آن سان که پیدا است، در خراسان زاده شد، ولی به هر حال در بغداد پایتخت خلافت عباسی بالید، که در آن زمان دوران شکوفایی خود را می‌گذراند. ابن خردادبه در بغداد با بزرگان دانش و هنر آن روزگار ارتباط داشت و در هنر و ادب نزد استادان برجسته‌ای چون اسحاق موصلی تربیت یافت.
او ندیم و نزدیک دربار معتمد عباسی و رئیس سازمان برید در ناحیه جبال بود. این که معتمد عباسی چندان اهل سیاست و مملکت داری نبوده و برادرش الموفق خلافت را در اختیار داشته، نشان می‌دهد که منزلت ابن خردادبه در نزد خلیفه کم‌تر وجه سیاسی داشته یا دست کم دارای اهمیت سیاسی اندکی بوده است.
دربارهٔ مذهب ابن خردادبه ذکر خاصی در منابع دیده نمی‌شود. چه بسا او تابع آرای رسمی دوران خویش بوده است. در آن دوران، اتهام خدشه در دین و باورها به ویژه دربارهٔ ایرانیان بسیار رایج بوده ولی گویا ابن خردادبه از این جهت مورد اعتراض واقع نشده است. در مورد تاریخ درگذشت او اتفاق نظر نسبی وجود دارد. او در سال ۳۰۰ق یا کمی پس از آن بعد از یک زندگی طولانی از دنیا می‌رود.

## دانش ابن خردادبه
مسعودی در کتاب مروج‌الذهب به گفتگوهای معتمد عباسی و ابن خردادبه در مورد موسیقی اشاره دارد بنابراین می‌توان چنین گمان کرد که تبحر او در موسیقی و آوازخوانی در نزدیکی او به خلیفه نقش بسزایی داشته است. در هر روی ابن خردادبه از همان آغاز بیشتر جغرافی‌دان و صاحب مسالک و ممالک محسوب می‌شد و آثار او در مورد موسیقی دارای اهمیت ثانوی بود. ابوالفرج اصفهانی دربارهٔ او می‌نویسد که در آنچه می‌گوید و در کتاب‌های خود می‌آورد تحقیق زیاد نمی‌کند.
محمد مقدسی پیرامون جغرافینگاران سلف خود می‌نویسد: «در کتاب جیهانی همهٔ مطالب اصلی مندرج در آثار ابن خردادبه آمده».

### جغرافیا

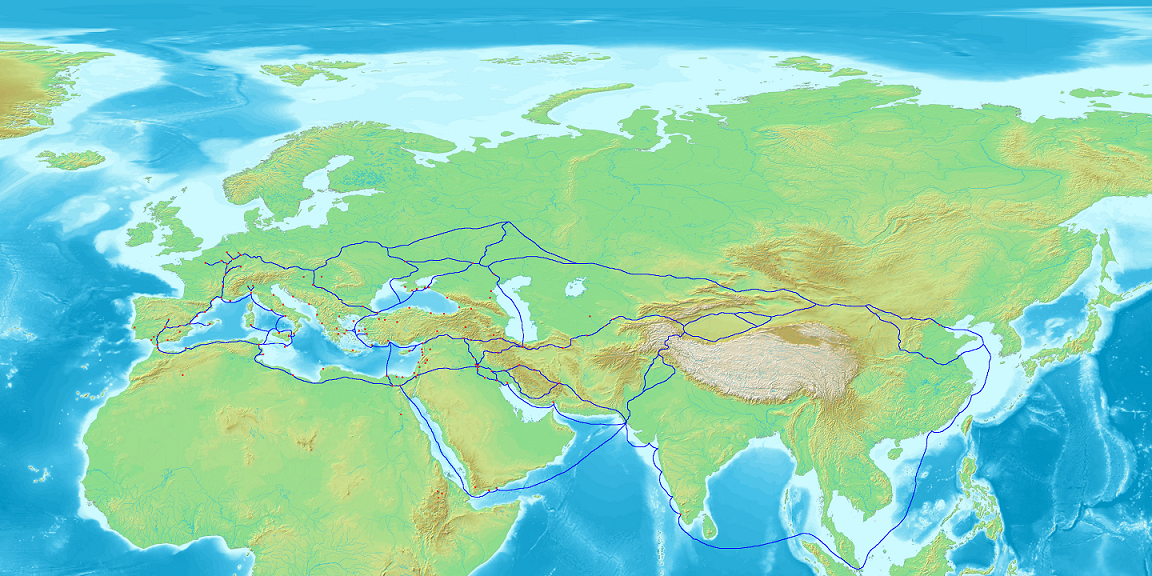
نقشه شبکه داد و ستد بازرگانان یهودی راذانیه در اوراسیا که در کتاب مسالک و ممالک ابن خردادبه گزارش شده است.

ابن خردادبه نویسندهٔ نخستین کتاب به‌جا مانده دربارهٔ جغرافیای اداری است. چنان‌که پیدا است، او نخستین جغرافی‌دانی نیست، که به عربی نوشته است، ولی کتاب او نخستین کتابی است، که مانند نسخهٔ ابتدایی آن به‌جا مانده است.
او راهنمایی برای مسافران نوشت و راه دریایی‌ای را که از ریزشگاه دجله به خلیج فارس در نزدیکی اُبُلّه آغاز می‌شد و به چین و هندوستان می‌رسید، توصیف کرد.
او احتمالاً نویسندهٔ نخستین اثر با عنوان عمومی مسالک و ممالک است و نخستین فردی است که کتابی در جغرافیای اقتصادی گردآورده است. ابن خردادبه از سنت ایرانی در جغرافی‌نگاری پیروی کرده است، که در آن برای مسائل مربوط به خراج و محصولات و معادن سرزمین‌ها اهمیت فراوان قایل بوده‌اند. او افزون بر پیروی از سنت ایرانی، از اثر جغرافیایی بطلمیوس نیز بهره گرفته است. به هر حال پیروی او از بطلمیوس ناچیز است همچنان که در نام بردن از بخش‌های دنیا از کیهان‌شناسی ایرانی پیش از اسلام و نه یونانی بهره می‌برد. وی همچنین واژهای پارسی پیش از اسلام در کشورداری را بسیار بکار برده و نگاهی ویژه و در خور به تاریخ ایران پیش از اسلام دارد. این موارد خود بیانگر وجود منابع بومی ایرانی در دانش جغرافیا در هنگام نوشتن کتاب است.

### موسیقی
ابن خردادبه بهره‌مند از آموزش‌های اسحاق موصلی در موسیقی و ادبیات بود. خطبه‌های مشهور او در حضور معتمد خلیفه شامل اطلاعات و جزئیاتی دقیق از قدیمی‌ترین سنت‌های موسیقایی عرب است. یکی از مباحث مهم ابن خردادبه، مسئله کارسازی موسیقی عرب از ایرانیان است. او باور داشت افزون بر این تأثیر، تا سه سده موسیقی ایران به روشنی در موسیقی عرب مشهود بوده است.
او در گفتگو با معتمد عباسی می‌گوید موسیقی ایرانیان به وسیله عود و سنج که ویژه ایشان است، بوده است و آن‌ها نغمه‌ها و آهنگ‌ها و پرده‌ها و دستگاه‌های شاهانی داشتند که هفت دستگاه بوده است. موسیقی مردم خراسان و فرای خراسان با زنگ نواخته می‌شده که هفت بار داشت و نغمه آن چون سنج بوده است. موسیقی مردم ری و طبرستان و دیلم به سه‌تار نواخته می‌شده و ایرانیان سه‌تار را بر بسیاری سازهای دیگر مقدم می‌داشتند.
او همچنین می‌گوید موسیقی ذهن را لطیف و اخلاق را ملایم و جان را شاد و قلب را دلیر و بخیل را بخشنده می‌کند و با نبیذ غم توان‌فرسا را می‌برد و نشاط می‌آورد و غم می‌زداید. او دربارهٔ نغمه‌گر ماهر، می‌گوید نغمه‌گر ماهر کسی است که به نفس خود مسلط باشد و با ظرافت از دستگاهی به دستگاهی رود و نغمه‌های گوناگون آرد.

## گفتگوی معتمد عباسی و ابن خردادبه دربارهٔ موسیقی
«مسعودی در مروج الذهب به گفتگوی معتمد عباسی و ابن خردادبه دربارهٔ موسیقی پرداخته که همانندی بسیاری با گفتگوی خسروِ قُبادان با ریدَک دربارهٔ خُنیاگری دارد.
هنگامی که معتمد از ابن خردادبه دربارهٔ موسیقی می‌پرسد او پس از اندکی زمینه‌چینی که بی‌گمان برگرفته از افسانه‌های انیرانی است، سپس به موسیقی ایرانیان می‌رسد و دربارهٔ آن این‌گونه می‌گوید: موسیقی ایرانیان به وسیله عود و سنج بود که ویژهٔ آن‌ها بود و نغمه‌ها، آهنگ‌ها، پرده‌ها و دستگاه‌های شاهانی داشتند (که منظور همان سرودهای خسروانی است).
در دنبالهٔ آن می‌گوید: رسم ملوک بود که با آهنگ موسیقی می‌خفتند که شادی در جانشان روان شود. ملوک عجم جز به آهنگ مطرب یا افسانه‌ای شیرین نمی‌خفتند؛ و سپس از یحیی بن خالد برمکی سخن به میان می‌آورد که: موسیقی آن است، که تو را شاد کند و برقصاند و بگریاند و اندوهگین کند و جز آن هر چه باشد رنج و بلا است.
معتمد گفت: نکو گفتی… صفت نغمه‌گر کارآزموده چیست؟
ابن خردادبه گفت: نغمه‌گر استادکار کسی است که به نفس خود چیره باشد و با ظرافت از دستگاهی به دستگاهی رود و نغمه‌های گوناگون آرد…
و پرسش‌های دیگر دربارهٔ گونه‌های موسیقی - دستگاه‌ها و ترتیب آن‌ها که ابن خردادبه بدان پاسخ می‌دهد و در پایان می‌گوید: موسیقی ذهن را لطیف و خوی را ملایم و جان را شاد و قلب را دلیر و بخیل را بخشنده می‌کند، آفرین بر خردمندی که موسیقی را پدیدآورد.»

## آثار
از آثار او تنها دو اثر المسالک و الممالک (راه‌ها و کشورها) و مختار من کتاب اللهو و الملاهی به‌جا مانده است.
آثار دیگری که از او شناخته شده این‌ها اند:
- کتاب المسالک و الممالک (کتاب راه‌ها و سرزمین‌ها): در زمینه جغرافیای توصیفی.
- کتاب ادب السّماع (آداب سماع): چگونگی شنیدن صداها یا آداب در موسیقی.
- کتاب جمهرة انساب الفرس و النّوافل (یا النّواقل)
- کتاب الطبیخ
- کتاب اللّهو و الملاهی (تفریح و آلات موسیقی): دربارهٔ انواع سازها و دستگاه‌های موسیقی در عهد ساسانی و شرحی از زندگانی باربد و سرکش.
- کتاب الشراب
- تواریخ المغوئیه
- کتاب الانواء
- کتاب الندام و الجلساء (یا النّدماء و…) (ندیمان و هم‌نشینان)
- کتاب الکبیر فی التاریخ (احتمالاً همان کتاب اخبار)
- کتاب طبقات المغنیین (طبقه‌های رامشیان)

احتمالاً فهرست آثار ابن خردادبه ناقص است. مسعودی به اثر مهم تاریخی او که شامل اطلاعات مهمی دربارهٔ تاریخ غیر عرب و پادشاهان آن‌ها بوده اشاره می‌کند.